# Tansvägga
Tansvägga naturreservat är ett naturreservat i södra Dalarna. Reservatet har en storlek av 93 ha, bildades 1998 och ligger i Gagnefs kommun, cirka 15 km söder om Mockfjärd.
Tansväggen har fått sitt namn efter sjön Tansen som ligger cirka 2 km norr om reservatet. Den högsta punkten är den 400 meter höga så kallade Predikstolen varifrån man har en vidsträckt utsikt. Själva Tansväggen är en hög bergsbrant som sträcker sig i nord-sydlig riktning, där den södra begränsningen av naturreservatet utgörs av Predikstolen som ligger inom Predikstolens naturreservat.  Här var tidigare en tresockensgräns mellan Gagnef, Stora Tuna och Grangärde socknar. Tansväggen är ett omtyckt ställe för reglerad klättring med fasta firningspunkter för klättrare.
Genom området passerar en vandringsled och vid Predikstolen finns ett väderskydd och en grillplats. I området hittar man rester av tidigare kolbränning med förfallna kojor och rester efter kolbottnar.
Naturen anses vara värdefull och nästan orörd. Där skogsbruk har förekommit var den i liten skala och utan moderna metoder. Skogen ovanpå bergsbranten består av huvudsakligen hällmarkstallskog och nedanför branten växer bördig blandskog med lövträd, framför allt asp. Här lever också den tretåiga hackspetten, spillkråkan och lodjur.

## Bilder på Tansväggen

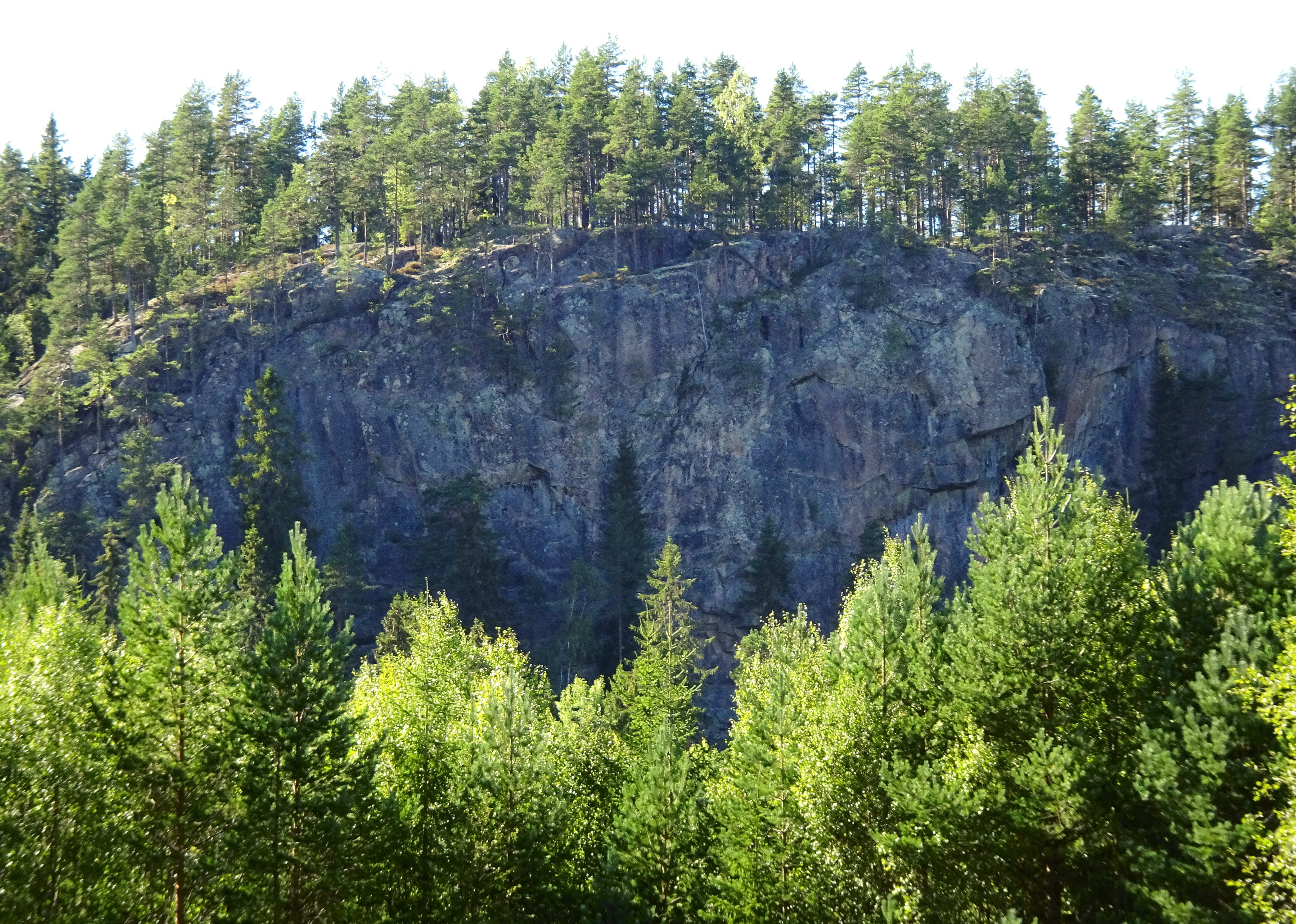
Vy från norr
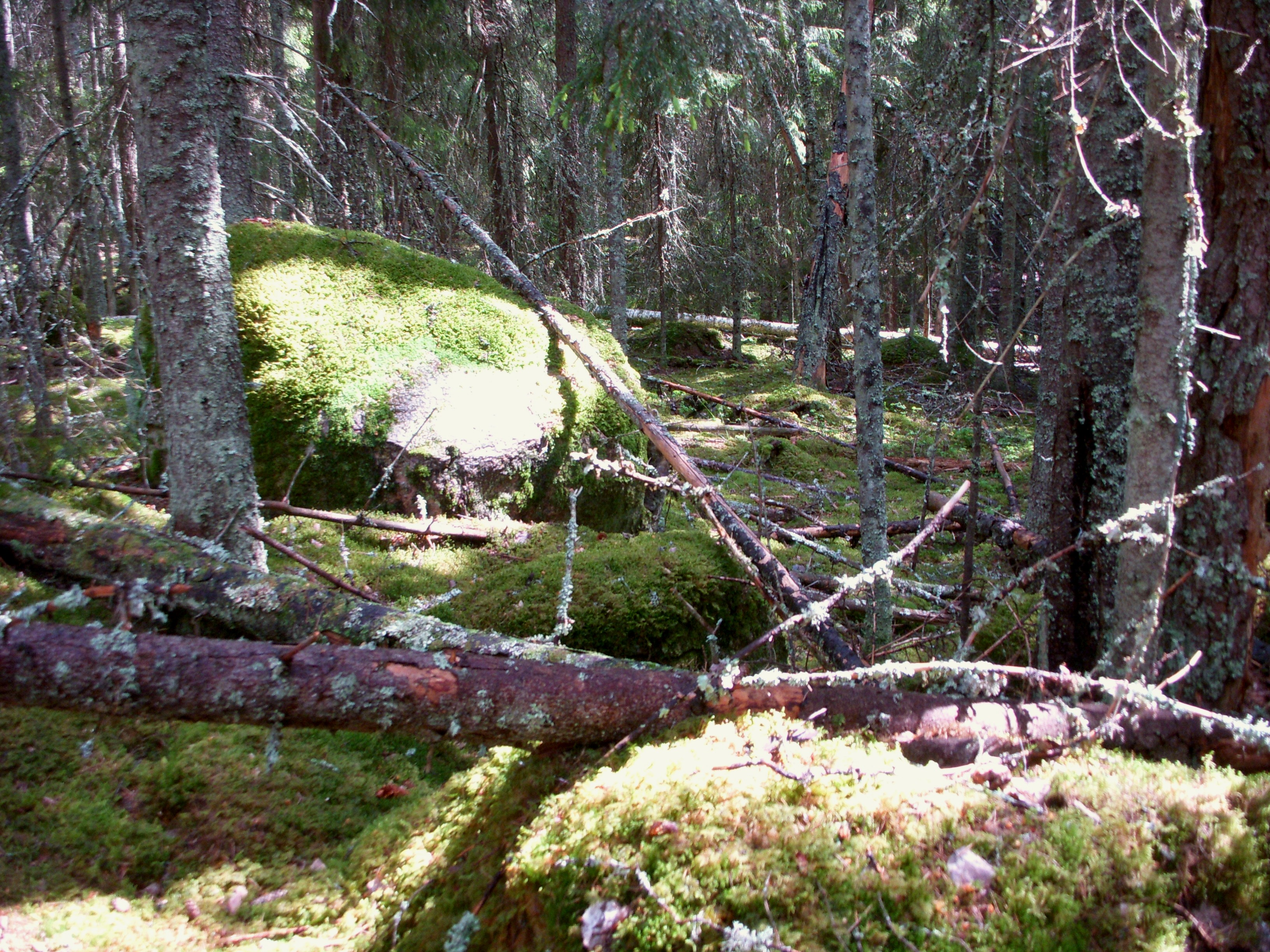
Skogen på branten
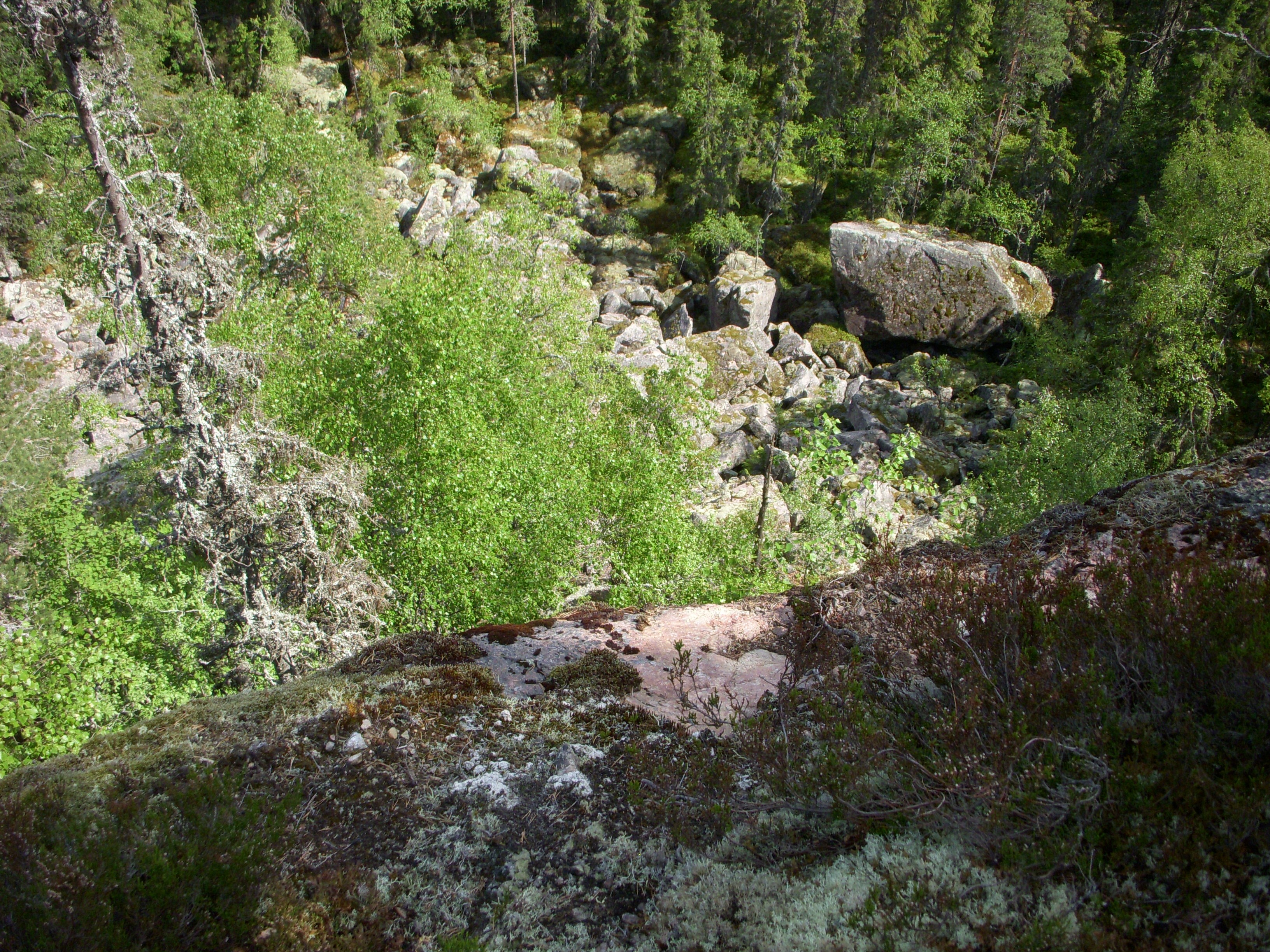
Skogen nedanför branten
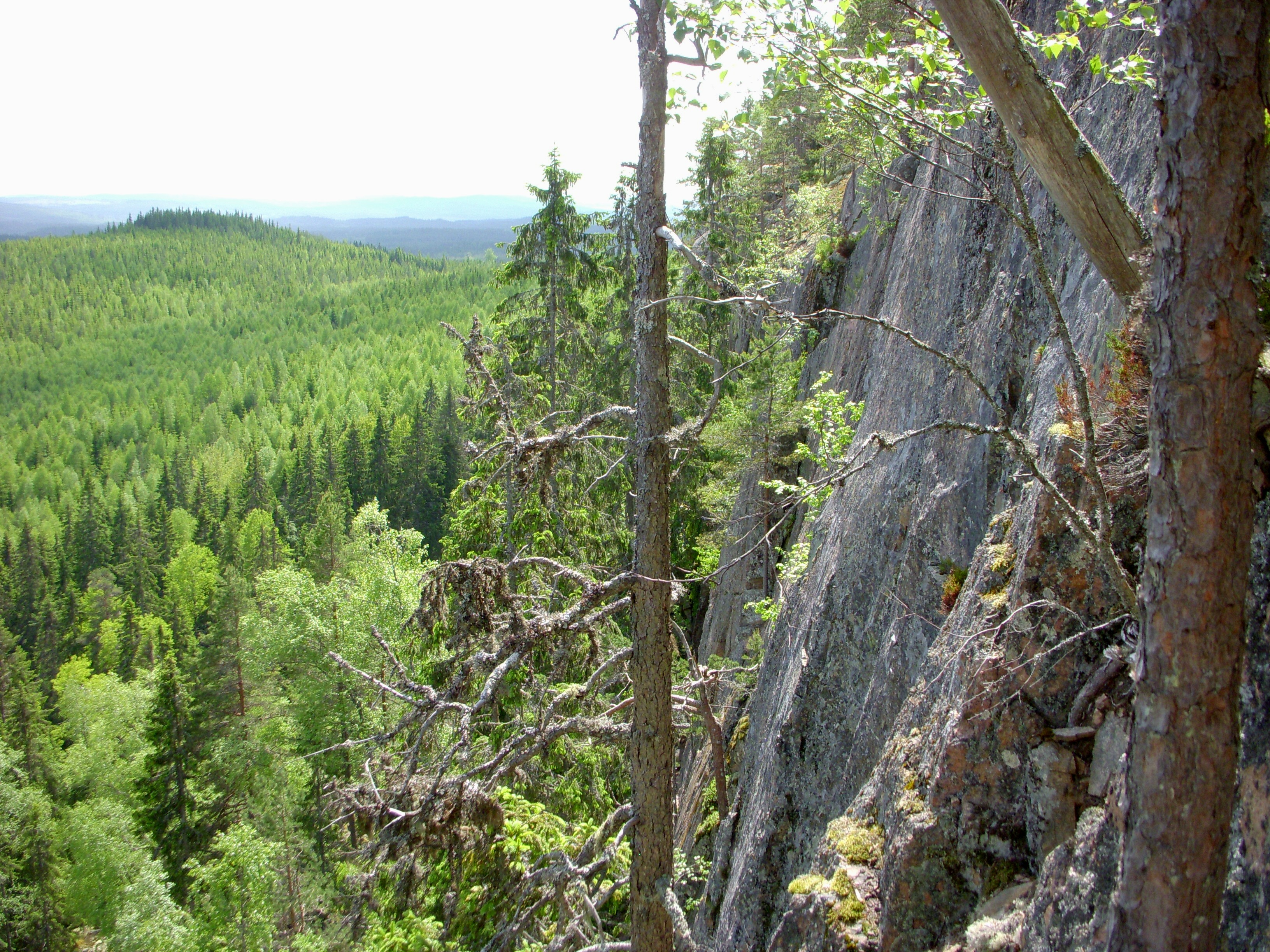
Vy mot syd